# José de Jesús Monteagudo
José de Jesús Monteagudo Consuegra (Santa Clara (Província de Villa Clara), 27 de desembre, 1861 - Santo Domingo (Villa Clara) (Cuba), 14 de desembre, 1914) va ser un militar (general de divisió) cubà. Va participar en la Guerra del 95.
Era propietari d'una farmàcia al poble de Placetas, quan a l'octubre de 1895 i al capdavant de 40 homes es va unir al moviment separatista que havia de donar la independència a Cuba, arribant en aquell exèrcit al grau de general de divisió.
El 1899 va organitzar a Las Villas les primeres forces de la Guàrdia rural que hi va haver a Cuba, de les quals va tenir el comandament fins a 1901, en què va ser elegit diputat i senador l'any següent, llocs des dels quals no s'oposà a Esmena Platt. També va ser director general del Cens de Cuba i després va ser elegit novament pel comandament de la Guàrdia rural, que va convertir en un cos disciplinat amb oficials instruïts a l'Acadèmia Militar. Aquest organisme va treballar sense descans en la persecució del bandolerisme.
Va ser membre del Comitè Revolucionari que va organitzar el moviment contra la reelecció d'Estrada Palma. A l'agost de 1906 va liderar l'alçament a la província de Las Villas on va caure presoner el 19 d'agost de 1906. Conduït al Castell del Príncep, va ser alliberat el 22 de setembre de 1906.
El 7 de maig de 1907, l'administració de la Segona intervenció nord-americana el va designar cap d'inspecció de l'Oficina Nacional del Cens.
El 20 de gener de 1909 va fundar el Primer Terç Tàctic amb soldats provinents dels esquadrons de la Guàrdia Rural. L'11 de desembre de 1911 va ser nomenat cap de l'Estat Major de l'Exèrcit Nacional. Va integrar a les unitats de la Guàrdia Rural amb l'exèrcit, estructurant les bases de les forces armades del país. Va reprimir de manera violenta i sagnant la revolta que va esclatar el 20 de maig de 1912 (Independents de Color). Va morir mentre es guaria d'una afecció hepàtica al balneari d'Amaro a Santo Domingo (província de Las Villas) el 14 de desembre de 1914.